# Ringicula australis
Ringicula australis is een slakkensoort uit de familie van de Ringiculidae. De wetenschappelijke naam van de soort is voor het eerst geldig gepubliceerd in 1844 door Hinds.